# Culex scanloni
Culex scanloni är en tvåvingeart som beskrevs av Bram 1967. Culex scanloni ingår i släktet Culex och familjen stickmyggor. Inga underarter finns listade i Catalogue of Life.